# Ouette à ailes bleues
Cyanochen cyanoptera
Genre
Espèce
Statut de conservation UICN

 NT C2a(ii) : Quasi menacé
L'Ouette à ailes bleues (Cyanochen cyanoptera, anciennement Cyanochen cyanopterus), aussi appelée Oie à ailes bleues, Bernache à ailes bleues ou encore Cyanoie à ailes bleues , est une espèce d'oiseaux de la famille des anatidés, proche des tadornes. C'est la seule espèce du genre Cyanochen.

## Description
Elle mesure entre 60 et 75 cm, son plumage est gris avec des couvertures alaires bleues. Le bec et les pattes sont noirs.

## Habitat
Cet oiseau est originaire d'Éthiopie où il fréquente les plateaux humides en altitude.

## Biologie
L'ouette à ailes bleues est une espèce terrestre qui se nourrit en broutant au sol principalement de nuit.
La reproduction a lieu de mars à mai, le nid est placé dans une touffe d'herbe près d'un plan d'eau.
C'est une espèce confiante qui se laisse facilement approcher.

## Populations
La population mondiale est comprise entre 5 000 et 15 000 individus, l'espèce est protégée par les croyances religieuses mais souffre de la conversion des prairies et zones humides en champs cultivés.